# بيني بارنز (لاعب كرة قدم أمريكية)
بيني بارنز (بالإنجليزية: Benny Barnes)‏ هو لاعب كرة قدم أمريكية أمريكي، ولد في 3 مارس 1951 في لوفكين في الولايات المتحدة.

## وصلات خارجية
- بيني بارنز على موقع مرجع كرة القدم المحترفة.كوم (الإنجليزية)